# استمناء شرجي

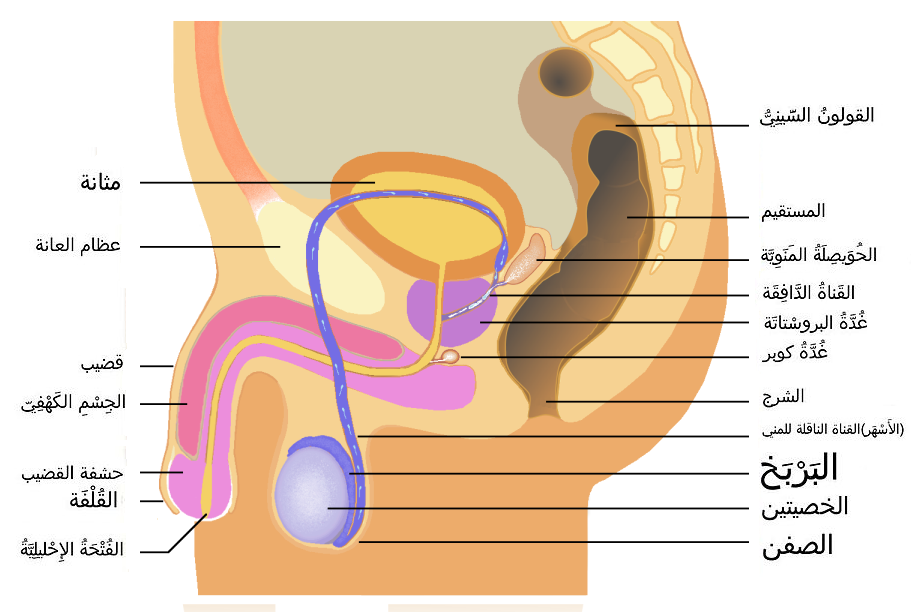
الأعضاء الجنسية

الاستمناء الشرجي هو عملية تحفيز للشرج مع التركيز على الفتحة والمستقيم. بالنسبة للبشر؛ هناك الكثير من الأساليب والطرق التي يتم من خلالها تحفيز الشرج بما في ذلك استعمال أصبع واحد أو أكثر (تُعرف هذه الطريقة باسم التحفيز اليدوي)، كما يُمكن إدراج شيء صلب وسلس مثل الألعاب الجنسية، الخرز الشرجي، القضيب الاصطناعي، الهزاز أو حتى تلك الألعاب المخصصة لتدليك البروستاتا.

## التفسير
التفسير الأكثر شيوعا لما يُعرف بالاستمناء الشرجي هو المستقيم الذي يحتوي على العديد من النهايات العصبية الحساسة والتي تُؤدي إلى الوصول إلى النشوة عند ملامستها أو الاحتكاك بها. هناك تفسيرات أخرى لكنها أقل مصداقية مثل الإفراج الليفي العضلي من مختلف عضلات قاع الحوض والتي تحمل توترا ملحوظا لبعض الأفراد مما يُعطي نشوة وإحساسا جميلا. النشوة الجنسية بالنسبة للذكور تعتمد بالدرجة الأولى على صحة أداء العضلات الملساء المحيطة بالبروستاتا وكذلك عضلات قاع الحوض. وبالتالي فإن الاستمناء الشرجي قد يكون ممتعاً خصوصا للرجال لأنه غالبا ما يحفز البروستاتا الذي يحتوي على نهايات عصبية حساسة. أما بالنسبة للنساء «فالاستمناء المهبلي» أفضل لكن الشرجي هو الآخر ممتع خاصة وأنه يُحفز بشكل غير مباشر بقعة جي سبوت، البظر وحتى عنق الرحم. في حالة ما استهدف الاستمناء الشرجي العضلات المحيطة بالبروستاتا فإن هذا يُؤلد شعورا مثيرا قد يصل حد النشوة؛ مع ملاحظة أن تقلص عضلات الشرج ووجود العاصرة بشكل مفتوح يُؤلد مزيدا من الأحاسيس المثيرة. بعض الرجال يجدون نشوة خلال الاستمناء الشرجي _والبعض الآخر يتقزز من هذا الأمر_ مما يدفعهم إلى ممارسة هذه العملية خلال جماعه زوجته لتوليد المزيد من الأحاسيس وضمان الوصول السريع للنشوة. هذا وتجدر الإشارة إلى أن هناك من يستعمل الحقن الشرجية أو الوابل خلال الاستمناء الشرجي كون هذان الوسيلتان طبيتان ولا تُخلفان مخاطر (طالع الولع بالحقن الشرجية).

## السلامة
إن إدخال أجسام غريبة إلى داخل فتحة الشرج عملية محفوفة بالمخاطر، خاصة وأن هذه المنطقة هشة كما أن جدران الأمعاء قد تُدفع بعيدا مما يستلزم تدخل جراحي ضروري حتى بدون الإصابة. بشكل عام تُعتبر طرق الاستمناء الشرجي خطرة ومن المحتمل أن تُسبب ضرراً على ممارسها بل من الممكن أن توصله لغرفة الطوارئ في المستشفى. ومع ذلك يُمكن ممارسة الجنس الشرجي مع الحفاظ على سلامة المنطقة وسلامة الجسم بشكل عام وذلك من خلال ضمان إفراغ الأمعاء قبل بداية الممارسة ومحاولة تفادي توسيع فتحة الشرج أو دفع المستقيم كما يجب الانتباه إلى حجم الجسم الذي ستتم به عملية الاستمناء.

### استعمال الأجسام

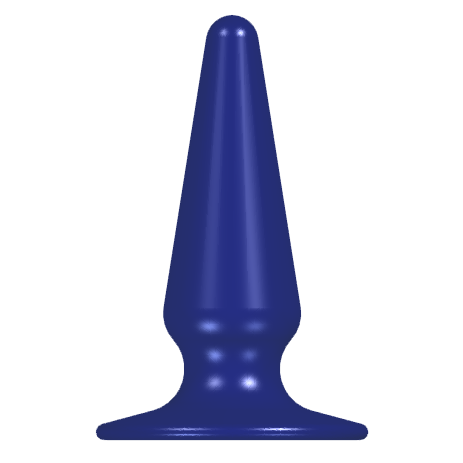
جسم اصطناعي غالبا ما يُستعمل خلال الاستمناء الشرجي؛ وهو مصمم خصيصا لهذا الغرض حتى لا يُسبب أية أضرار.

هناك بعض الأجسام التي تُصنع خصيصا للاستمناء الشرجي؛ وعادة ما تكون مُحفِزة ومثيرة بسبب طبيعتها الملساء وشكلها المموج وذلك من أجل تعزيز الشعور بالمتعة ومحاكاة عملية الجماع. في الحقيقة يجب تحفيز المستقيم بجسم أملس ورطب كما يُفضل استعمال الأصبع بهدف التحكم فيه وضمان تحفيز الأمعاء بالشكل المطلوب كما يجب الانتباه والحذر حتى لا تتم أذيَّة المستقيم أو التسبب في تمزيق الجدار المحيط به خاصة في حالة الأظافر الطويلة والخشنة. هذا وتجدر الإشارة إلى أن هناك من يستعمل الخضروات (مثل الجزر) من أجل إثارة تلك المنطقة؛ وهذا الأمر فيه خطر إلى حد ما ولا سيما عندما يتعلق الأمر بالحواف الخشنة لتلك الخضروات أو حتى بسبب الكائنات الحية الدقيقة التي تحملها والتي من المُحتمل أن تنتشر في تلك المنطقة أو تسبب مرضا ميكروبيا في حالة ما لم يتم غسلها وتطهيرها جيدا قبل الاستخدام.

### المخاطر المرتبطة بالنزيف
قد يتعرض المستقيم لبعض الإصابات الطفيفة التي قد ينجم عنها نزيف قد يُشكل خطرا في وقت لاحق وغالبا ما يحتاج لتدخل طبيب للحد من النزيف. هذا وتجدر الإشارة إلى أن الإصابة قد تحصل خلال الاستمناء الشرجي ويُمكن الشعور بها في نفس الوقت كما قد لا يتم الشعور بها إلا فيما بعد وذلك عند تضاعف الألم. في الحقيقة هناك نوعان من النزيف في هذه الحالة؛ هناك النزيف الطفيف الذي قد يتوقف من تلقاء نفسه وهناك النزيف الخطير الذي قد يسبب تخترا في الدم وفي هذه الحالة يجب زيارة الطبيب والحصول على العناية الطبية اللازمة.
النزيف لفترات طويلة أو ما يُعرف بالنزيف الحاد قد يُشكل تهديدا على الحياة خاصة في حالة إصابة جدار الأمعاء مما يُؤدي إلى إصابة داخلية في الجوف الصفاق أو حتى الإصابة بالتهاب البريتون والذي يُمكنُ أن يكون قاتلا في بعض الأحيان. إن استخدام أجسام رطبة لا تتوفر على حواف حادة أو أسطح خشنة يُقلل من المخاطر ويُحافظ على جدار الأمعاء.
في حالة النزيف يجب الحصول على علاج مستمر من خلال المكوث في غرفة الطوارئ لمدة وذلك بهدف القيام بالتنظير السيني ومن ثم الكي من أجل منع فقدان المزيد من الدم. وبصرف النظر عن حجم الدم الذي فُقد؛ فإن إصابة المستقيم يترافق مع ارتفاع في معدل ضربات القلب وشعور عام بالضعف بالإضافة إلى فقدان الإحساس والشعور بالمتعة.

## النظافة
تتمثل وظيفة الشرج البيولوجية بالأساس في إطلاق الغازات المعوية والبراز خارج الجسم؛ لذلك فالنظافة مهمة عند الانخراط في الاستمناء الشرجي. يُنصح أيضا بتغطية تلك الأجسام التي ستُساعد في الوصول للنشوة بواقي ذكري أو شيء من هذا القبيل ومن ثم التخلص من الواقي بعد ذلك وذلك بهدف الحد من احتمال انتقال الجراثيم بين الشركاء الجنسيين. في الحقيقة هناك ممارسات جنسية آمنة يُوصى بها من قبل المتخصصين في الرعاية الصحية الذين ينصحون عادة بمحاولة تفادي إقحام القضيب في الفم أو المهبل بعدما كان في فتحة الشرج كما ينصحون بتفادي لعق الشرج دون غسل أو تطهير.